# 平讷贝格
平讷贝格（德語：Pinneberg，發音：[ˈpɪnəbɛʁk] ⓘ）是德国石勒苏益格-荷尔斯泰因州平讷贝格县的城市，面积21.54平方千米，2023年12月31日人口为44,756人。

## 友好城市
- 美国 羅克維爾
- 坦桑尼亚 恩泽加区（英语：Nzega District）
- 俄羅斯 普里莫爾斯克